# Yafsoanit
Das Mineral Yafsoanit ist ein sehr seltenes Oxid aus der Obergruppe der Granate mit der Endgliedzusammensetzung Ca3Te26+Zn3O12. Es kristallisiert im kubischen Kristallsystem mit der Struktur von Granat und bildet rhombendodekaedrische Kriställchen oder radialstrahlige Aggregate von unter einem Millimeter Größe.
Die Kristalle sind transparent mit Glasglanz und mit hell- bis dunkelbrauner Farbe.

## Etymologie und Geschichte
Entdeckt wurde Yafsoanit in einer Goldlagerstätte bei Aldan im südlichen Jakutien, Sibirien, und 1982 als neues Mineral von der IMA anerkannt. Die Entdecker Kim, N. V. Zayakina und Yu. G. Lavrent'yev benannten das neue Mineral nach der jakutischen Filiale der sibirischen Sektion der Russischen Akademie der Wissenschaften, abgekürzt YaFSOAN.
Sieben Jahre später untersuchten Jarosch und Zemann die Struktur von Yafsoanit erneut. Sie erkannten, dass Yafsoanit strukturell dem Granat-Typ angehört, und gaben die Formel in der heutigen Form an.

## Klassifikation
Die aktuelle Klassifikation der International Mineralogical Association (IMA) zählt den Yafsoanit zur Granat-Obergruppe, wo er bislang (2013) das einzige Mineral mit 6 positiven Ladungen (Zn3) auf der tetraedrisch koordinierten Gitterposition ist.
Da der Yafsoanit erst 1981 als eigenständiges Mineral anerkannt wurde, ist er in der zuletzt 1977 überarbeiteten 8. Auflage der Mineralsystematik nach Strunz noch nicht verzeichnet.
In der zuletzt 2018 überarbeiteten Lapis-Systematik nach Stefan Weiß, die formal auf der alten Systematik von Karl Hugo Strunz in der 8. Auflage basiert, erhielt das Mineral die System- und Mineralnummer IV/K.15-030. Dies entspricht der Klasse der „Oxide und Hydroxide“ und dort der Abteilung „Sulfite, Selenite und Tellurite“, wo Yafsoanit zusammen mit Agait, Andychristyit, Backit, Bairdit, Brumadoit, Cesbronit, Cuzticit, Dagenaisit, Eckhardit, Frankhawthorneit, Fuettererit, Jensenit, Khinit, Kuranakhit, Leisingit, Markcooperit, Mcalpineit, Mojaveit, Montanit, Ottoit, Paratimroseit, Raisait, Timroseit, Utahit, Xocolatlit und Xocomecatlit die Gruppe der „Tellurate mit [Te6+O6]6−-Gruppen und verwandte Strukturen“ mit der Systemnummer IV/K.15 bildet.
Die von der International Mineralogical Association (IMA) zuletzt 2009 aktualisierte 9. Auflage der Strunz’schen Mineralsystematik ordnet den Yafsoanit ebenfalls in die Klasse der „Oxide und Hydroxide“, dort jedoch in die Abteilung der oxide mit dem Stoffmengenverhältnid „Metall : Sauerstoff = 2 : 3, 3 : 5 und vergleichbare“ ein. Diese ist weiter unterteilt nach der relativen Größe der beteiligten Kationen, so dass das Mineral entsprechend seiner Zusammensetzung in der Unterabteilung „Mit großen und mittelgroßen Kationen“ zu finden ist, wo es als einziges Mitglied eine unbenannte Gruppe mit der Systemnummer 4.CC.25 bildet.
In der vorwiegend im englischen Sprachraum gebräuchlichen Systematik der Minerale nach Dana hat Yafsoanit die System- und Mineralnummer 07.02.14.01. Auch dies entspricht der Klasse der „Oxide und Hydroxide“ und dort der Abteilung „Mehrfache Oxide“, wo das Mineral als einziges Mitglied in einer unbenannte Gruppe mit der Systemnummer 07.02.14 innerhalb der Unterabteilung „Mehrfache Oxide (A+B2+)2X4, Spinellgruppe“ zu finden ist.

## Kristallstruktur
Yafsoanit kristallisiert mit kubischer Symmetrie in der Raumgruppe Ia3d (Raumgruppen-Nr. 230) und dem Gitterparameter a = 12,635 Å sowie 8 Formeleinheiten pro Elementarzelle.
Die Struktur ist die von Granat. Calcium (Ca2+) besetzt die dodekaedrisch von 8 Sauerstoffen umgebene X-Position, Tellur (Te6+) die oktaedrisch von 6 Sauerstoffen umgebene Y-Position und Zink (Zn2+) die tetraedrisch von 4 Sauerstoffen umgebene Z-Position.

## Bildung und Fundorte
Yafsoanit bildet sich bei der Metasomatose von Kalkgesteinen durch Tellur-haltige Lösungen. An seiner Typlokalität, der Kuranakh-Gold-Lagerstätte bei Aldan in der Republik Sacha (Jakutien), Sibirien, Russland, wurde er in Form kleiner Körner zwischen Kalzitkristallen gefunden. Er tritt hier zusammen mit Gold, Tiemannit, Naumannit, Clausthalit, Altait, Cinnabarit, Orpiment, Kuranakhit, Cheremnykhit, Dugganit, Descloizit und Te-Pb-Mn-Saponit auf.
Des Weiteren konnte das Mineral bisher (Stand: 2017) nur noch in der Empire mine, Tombstone im Cochise County, Arizona, USA, am Otto Mountain bei Baker (Kalifornien) im San Bernardino County in Kalifornien, USA, und in der Moctezuma (Bambolla) mine, 12 km südlich von Moctezuma in Sonora, Mexiko, nachgewiesen werden.

## Verwendung
Natürlicher Yafsoanit hat wegen seiner Seltenheit keinerlei Bedeutung als Rohstoff oder Schmuckstein.
Synthetischer Europium (Eu)-dotierter Yafsoanit zeigt eine starke, rote Lumineszenz unter UV-Licht und kann für rote LEDs verwendet werden.